# 1011-es mellékút (Magyarország)
A(z) 1011-es számú mellékút egy rövid, valamivel kevesebb, mint 1 kilométeres hosszúságú, négy számjegyű mellékút Komárom-Esztergom vármegye keleti részén. Tulajdonképpen Tát  egyik belső útja, ezzel együtt fontos szerepe van Esztergom és a megyeszékhely, Tatabánya összekötésében.

## Nyomvonala
A 10-es főútból ágazik ki, kevéssel annak a 44+700-as kilométerszelvénye előtt, Tát ófalujának keleti széle közelében, de a településközpontot az újabb építésű községrésztől elválasztó patak hídjától keletre. Nagyjából észak felé indul, de miután csatlakozik hozzá kelet felől a 11 602-es számú mellékút – egy rövid átkötő út a 10-es felől, de Dorog irányából –, északkeletnek fordul, és így is halad a belterület szélét kísérve, Esztergomi út néven. Utolsó méterein már elhagyja a lakott területet és külterületek közt ér véget, beletorkollva a 117-es főútba, annak a 12+550-es kilométerszelvénye közelében.
Teljes hossza, az országos közutak térképes nyilvántartását szolgáló kira.kozut.hu adatbázisa szerint 0,950 kilométer.

## Története
A 117-es főút táti szakaszának 2005-ben történt forgalomba helyezése előtt a 11-es főút része volt. Azóta a jelentősége kissé csökkent, de ma is erre vezet a legrövidebb útvonala mindazoknak, akik Esztergom és Tatabánya között kívánnak közúton közlekedni.
2025. január 1-jétől – ideiglenes jelleggel, az M100-as autóút elkészültéig – újra főúti besorolást kapott, a 103-as főút részeként.